# Лунный свет, нарисованный облаками
«Лунный свет, нарисованный облаками» (кор. 구르미 그린 달빛, ром. Gureumi Geurin Dalbit) — южнокорейский телесериал 2016 года, где снялись Пак Бо Гом и Ким Ю Чжон. Выходил с 22 августа по 18 октября 2016 года на канале KBS2.
Став отечественным хитом, сериал достиг пикового рейтинга аудитории 23,3% в Южной Корее и был высоко оценен за свою постановку, исполнение и музыку. Дорама стала "Лучшим драматическим сериалом" на 22-й Азиатской телевизионной премии. На 53-й церемонии Baeksang Arts Awards ведущие актеры Пак Бо Гом и Ким Ю Чжон получили Награду за популярность. Пресса назвала влияние сериала «Синдромом лунного света», поскольку он возглавлял списки репутации бренда, актуальности и контента.

## Сюжет
Сериал показывает историю роста наследного принца Ли Ёна (Пак Бо Гом) от маленького мальчика до почитаемого монарха и его маловероятные отношения с евнухом Хун Ра Он (Ким Ю Чжон).

## Главные роли
- Пак Бо Гом — Ли Ён

Единственный сын короля и наследник престола. Умный и озорной, он не нравится слугам за свою непредсказуемость. Проявляет склонность к искусству и музыке.
- Ким Ю Чжон — Хун Ра Он

Смышленая девушка, воспитанная своей матерью как мальчик. Зарабатывает на жизнь, маскируясь под консультантом по мужским отношениям и автором любовных романов под именем Сэм-ном. Стала евнухом Ёна.
- Джинён (B1A4) — Ким Ю Сун

Харизматичный и уравновешенный ученый, рожденный в влиятельной семье. Он вырос вместе с Ёном и является его лучшим другом.
- Чхэ Су Бин — Чо Ха Ён

Госпожа, опередившая свое время, гордая, светская и прямолинейная девушка. Как дочь влиятельного министра, она была избрана супругой для Ёна.
- Квак Дон Ён — Ким Бён Ён

Искусный фехтовальщик и ученый, также является главой Королевской гвардии Дворца наследного принца. Он не только друг детства Ёна, но и его доверенное лицо. Однако он скрывает тайну, которую не может рассказать Ли Ёну, боясь потерять его доверие.

## Рейтинги
| Эпизод  | Дата трансляции  | Название                                    | Средняя доля аудитории | Средняя доля аудитории                  | Средняя доля аудитории | Средняя доля аудитории                  |
| Эпизод  | Дата трансляции  | Название                                    | TNmS рейтинги          | TNmS рейтинги                           | AGB Nielsen            | AGB Nielsen                             |
| Эпизод  | Дата трансляции  | Название                                    | Общий                  | Сеульский Национальный Столичный Регион | Общий                  | Сеульский Национальный Столичный Регион |
| ------- | ---------------- | ------------------------------------------- | ---------------------- | --------------------------------------- | ---------------------- | --------------------------------------- |
| 1       | 22 августа 2016  | Лунная судьба                               | 8.7%                   | 10.0%                                   | 8.3%                   | 9.0%                                    |
| 2       | 23 августа 2016  | Путь к вам                                  | 9.3%                   | 10.4%                                   | 8.5%                   | 8.8%                                    |
| 3       | 29 августа 2016  | Я за тобой                                  | 15.5%                  | 17.9%                                   | 16.0%                  | 17.4%                                   |
| 4       | 30 августа 2016  | После окончания игры                        | 17.1%                  | 18.8%                                   | 16.4%                  | 16.5%                                   |
| 5       | 5 сентября 2016  | Скажите мне ваше желание                    | 16.9%                  | 19.3%                                   | 19.3%                  | 20.0%                                   |
| 6       | 6 сентября 2016  | Когда я хочу рассказать нераскрытые секреты | 17.9%                  | 21.0%                                   | 18.8%                  | 18.9%                                   |
| 7       | 12 сентября 2016 | Исповедь                                    | 18.4%                  | 22.0%                                   | 20.4%                  | 20.9%                                   |
| 8       | 13 сентября 2016 | Вы ничего не знаете                         | 16.7%                  | 19.8%                                   | 19.7%                  | 20.6%                                   |
| 9       | 19 сентября 2016 | Момент, который открыл дверь моего сердца   | 17.9%                  | 20.5%                                   | 21.3%                  | 22.4%                                   |
| 10      | 20 сентября 2016 | Как сказка                                  | 16.2%                  | 18.6%                                   | 19.6%                  | 20.2%                                   |
| 11      | 26 сентября 2016 | Обещание                                    | 18.6%                  | 20.6%                                   | 20.7%                  | 20.6%                                   |
| 12      | 27 сентября 2016 | Вера становится судьбой                     | 18.6%                  | 21.1%                                   | 20.1%                  | 19.9%                                   |
| 13      | 3 октября 2016   | Спокойно, до свидания                       | 16.4%                  | 19.2%                                   | 18.5%                  | 18.8%                                   |
| 14      | 4 октября 2016   | Туманная дорога                             | 17.5%                  | 20.1%                                   | 18.7%                  | 19.4%                                   |
| 15      | 10 октября 2016  | Лжи, которые кажутся правдой                | 16.9%                  | 18.8%                                   | 17.9%                  | 18.5%                                   |
| 16      | 11 октября 2016  | Мир, о котором ты мечтаешь                  | 17.8%                  | 20.3%                                   | 18.8%                  | 17.8%                                   |
| 17      | 17 октября 2016  | Конец для начала                            | 22.5%                  | 24.8%                                   | 23.3%                  | 23.6%                                   |
| 18      | 18 октября 2016  | Лунный свет, нарисованный облаками          | 21.6%                  | 25.3%                                   | 22.9%                  | 22.5%                                   |
| Среднее | Среднее          | Среднее                                     | 16.9%                  | 19.4%                                   | 18.3%                  | 18.7%                                   |
| —       | 18 октября 2016  | Лунный свет, нарисованный облаками: Особый  | 8.4%                   | 9.3%                                    | 8.9%                   | 9.4%                                    |